# フィリピン諸島政府

フィリピン諸島政府
Insular Government of the Philippine Islands（英語）
Gobierno Insular de las Islas Filipinas
（スペイン語）

国歌: Hail, Columbia（英語）
コロンビア万歳

The Star-Spangled Banner（英語）
星条旗

1921年のフィリピン諸島

フィリピン諸島政府（フィリピンしょとうせいふ、英語: Insular Government
of the Philippine Islands、スペイン語: Islas Filipinas Estadounidenses）は、フィリピンに置かれていたアメリカ合衆国の自治的・非自治的領域である。

## 歴史
米西戦争後の1898年に、戦争に敗れたスペインはパリ条約に調印し、フィリピンをアメリカ合衆国に譲渡した。
当初はタフト委員会によって、自治が進められる。1904年、タフトは160,000haの私用地を750万ドルで接収。
1902年にアメリカ合衆国議会でフィリピン自治法が可決、1916年には自治法に代わるジョーンズ法が新たに制定され、1935年には10年後のフィリピンの独立を認める法律、フィリピン独立法が制定され、独立準備政府であるフィリピン・コモンウェルスが設立された。

## 行政
アメリカ合衆国大統領から任命された総督の下で独立準備が進められた。総督官邸はマラカニアン宮殿に所在する。
1907年から1916年まではフィリピン委員会（上院）と国民議会（下院）から成る両院制が確立する。1916年以降は元老院と代議院で構成された。
プエルトリコと同様にアメリカ合衆国下院に本会議での採決権を持たない代表者（Resident Commissioner）を2人送り出すことが認められていた。

## 関連文献
- Philippines. Civil Service Board (1906). Annual Report of the Philippine Civil Service Board to the Civil Governor of the Philippine Islands, Issue 5. Contributors United States. Philippine Commission (1900–1916), United States. Bureau of Insular Affairs. Bureau of Public Printing. ISBN 9715501680 2014年4月24日閲覧。